# Aedermannsdorf
Aedermannsdorf est une commune suisse du canton de Soleure, située dans le district de Thal.

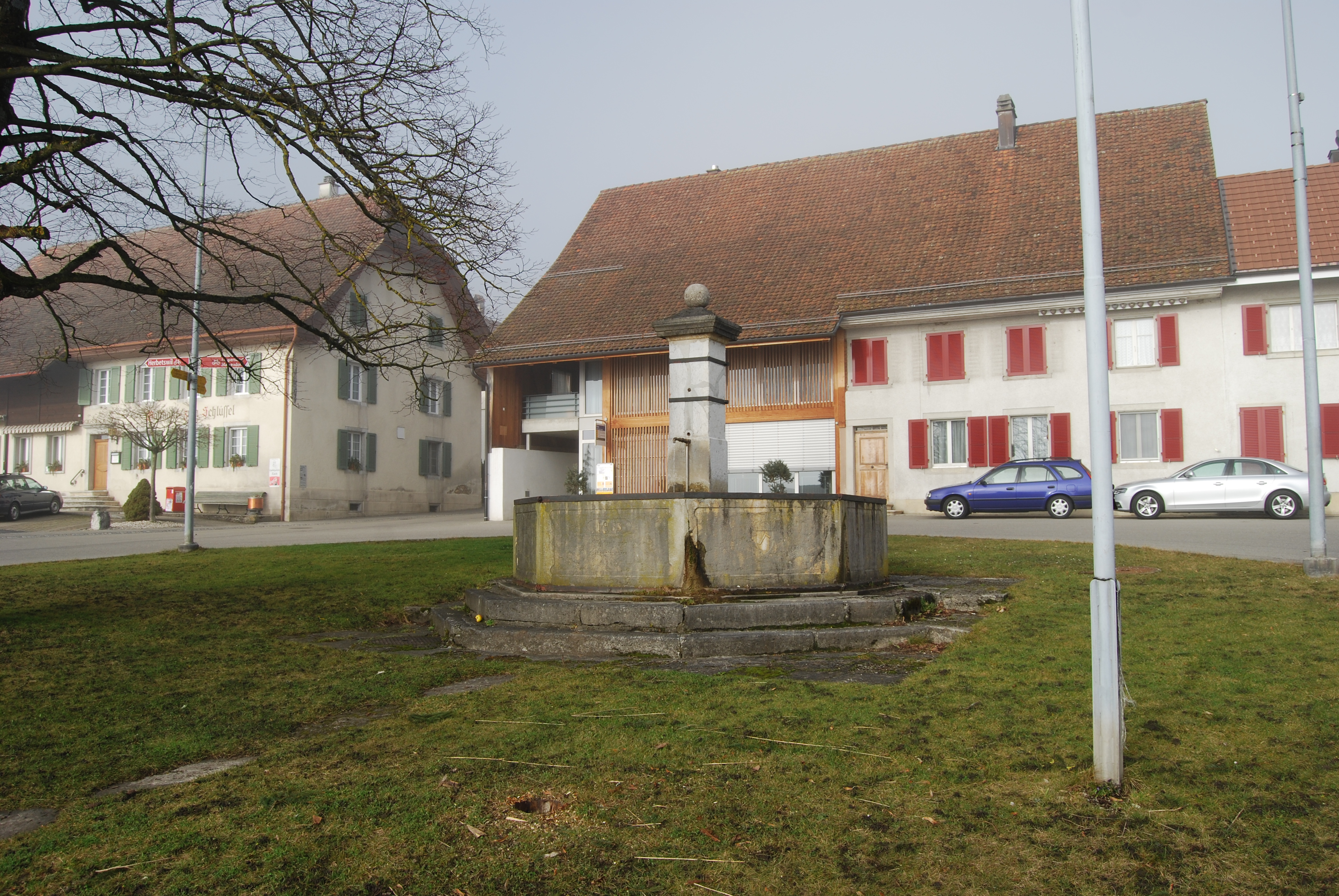
Aedermannsdorf.

Vue aérienne (1955).